# Брагунцов Володимир Сергійович
Володи́мир Сергі́йович Брагунцо́в (нар. 27 червня 1953) — український радянський діяч, новатор сільськогосподарського виробництва, комбайнер радгоспу «Приазовський» Першотравневого району Донецької області. Депутат Верховної Ради УРСР 10-го скликання.

## Біографія
Освіта середня.
З 1970 року — різнороб, тракторист, з 1973 року — комбайнер радгоспу «Приазовський» села Приазовського Першотравневого району Донецької області.
Член КПРС.
Потім — на пенсії у селі Приазовському Першотравневого (тепер — Мангушського) району Донецької області.